# Stavební úřad
Stavební úřad (zkratka SÚ) je úřad který má v Česku na starosti stavební řízení na základě stavebního zákona. Řídí se konkrétně zákonem 283/2021 Sb. (tzv. nový stavební zákon) a jeho prováděcích vyhlášek a dalších souvisejících právních předpisů.
Stavební úřady vykonávají činnosti související s povolováním stavebních záměrů v rámci jednotného řízení, včetně stanovení pevných lhůt pro rozhodnutí (30 až 60 dní), projednávání s dotčenými orgány, vydávání kolaudačních rozhodnutí a provádění kontrolních prohlídek. Součástí agendy je i využívání digitálního Portálu stavebníka pro podání žádostí a komunikaci.

## Dělení
Obecným stavebním úřadem prvního stupně je typicky pověřený obecní úřad, avšak kraj může tuto působnost přiznat i dalším obcím, které jsou k tomu způsobilé, v hlavním městě Praze má tuto kompetenci 22 číslovaných městských částí, ve statutárních městech může statut města tuto působnost také svěřit úřadům městské části nebo městského obvodu, ve vojenských újezdech jsou stavebními úřady újezdní úřady. Odvolacím stavebním úřadem je zpravidla krajský úřad nebo magistrát. Působnost stavebního úřadu obvykle vykonává specializovaný útvar úřadu. Zasahuje-li stavba do obvodu více stavebních úřadů, vede řízení buď jejich nejbližší společný nadřízený úřad nebo jím pověřený obecní úřad.

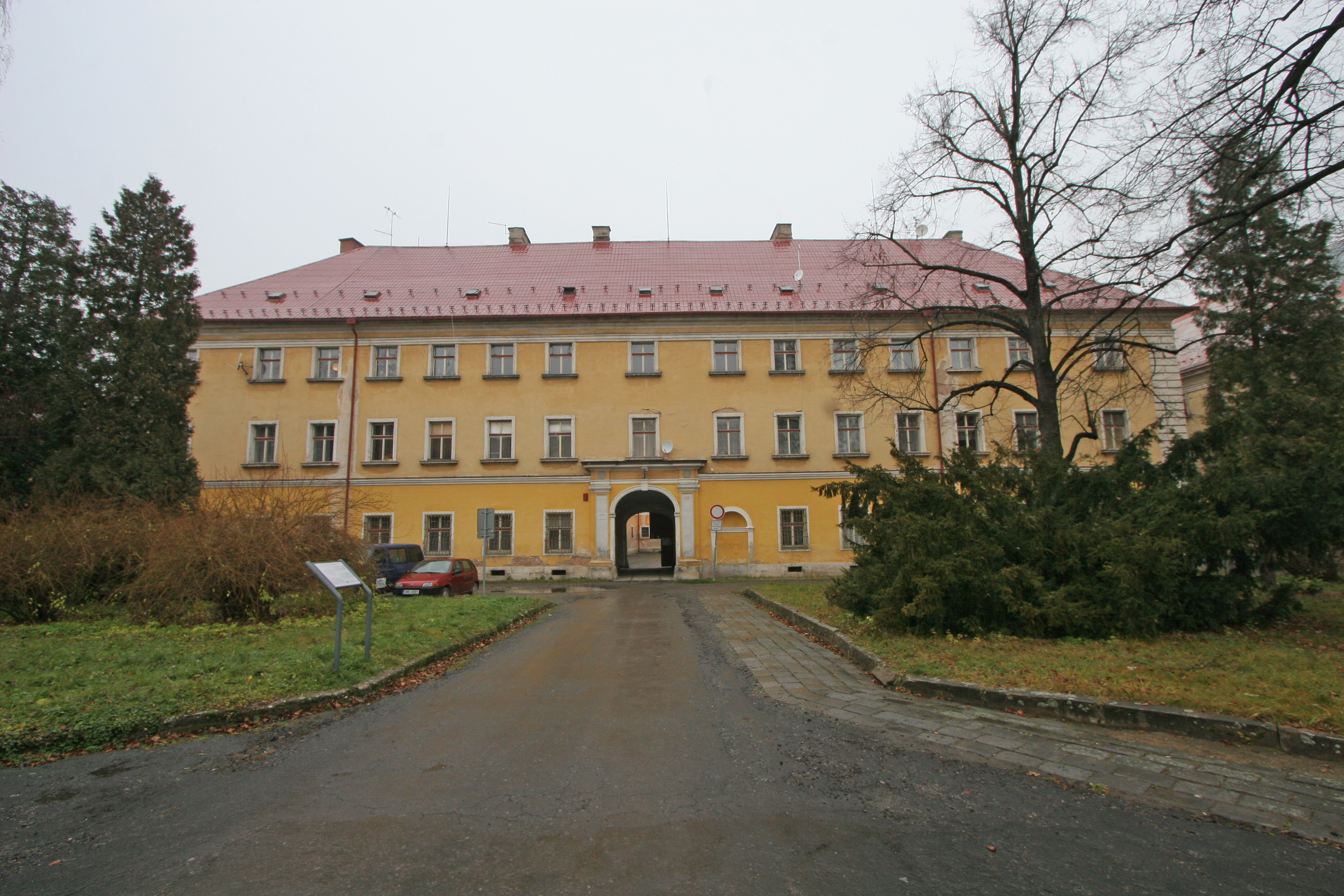
Vojenský stavební úřad v pevnosti Josefov

Infrastrukturní stavby jako velké dopravní či energetické projekty náleží Dopravnímu a energetickému stavebnímu úřadu, který zahrnuje působnost Ministerstva dopravy pro dopravní stavby, a Ministerstva průmyslu a obchodu pro ostatní stavby. Vyhrazenou působnost stavebního úřadu mají také ministerstvo obrany u staveb důležitých pro obranu státu mimo území vojenského újezdu, ministerstvo vnitra u některých staveb pro bezpečnost státu, ministerstvo spravedlnosti u staveb k plnění úkolů ministerstva a vězeňské služby, ministerstvo průmyslu a obchodu u staveb souvisejících s radioaktivními surovinami a jadernými zařízeními. V některých případech (například u obtížných, neobvyklých nebo památkově cenných staveb nebo staveb s větším dopadem na životní prostředí) si nadřízený stavební úřad může vyhradit rozhodování o věcech, které by jinak příslušely obecnému stavebnímu úřadu prvního stupně.

### Seznam
Dle zákona 283/2021 Sb. je v Česku několik stavebních úřadů na různých úrovních, od nejvyšší následovně:
- Nejvyšší stavební úřad, územní plánování – Ministerstvo pro místní rozvoj
- Krajské stavební úřady
- Obecní stavební úřady – OSÚ obcí s rozšířenou působností (ORP), pověřené obecní úřady, obecní úřady
- Dopravní a energetický stavební úřad (DESÚ) (zřízený s novým stavebním zákonem) – Ministerstvo dopravy (dopravní stavby), Ministerstvo průmyslu a obchodu (ostatní stavby)
- Další stavební úřady
  - Ministerstvo obrany
  - Ministerstvo vnitra
  - Ministerstvo spravedlnosti
  - Báňské úřady
  - Stavební úřady vojenských újezdů

## Žádosti na stavební řízení
Stavební úřad koná stavební řízení, při kterém je vázán závěry rozhodnutí o umístění stavby. Pro dokumentaci, která je předkládána jako podklad k žádosti o stavební povolení platí, že je nutné, aby zpracovaly fyzické osoby, kterých způsobilost byla ověřena autorizací provedenou buď u České komory architektů, nebo České komory autorizovaných inženýrů a techniků a jsou platně vedeny v seznamech (veřejných rejstřících) u těchto komor. Při tomto řízení stavební úřad dbá platných zákonů, jiných právních norem a právního řádu jako ústrojného celku. Drží se také odborných pravidel a zvyklostí lege artis a je vázán zásadami spravedlivého procesu. Pravomocná rozhodnutí o umístění stavby (byla li učiněna po opravném prostředku) jsou přezkoumatelná správními soudy.